# Was nützt die Liebe in Gedanken
Was nützt die Liebe in Gedanken er en tysk dramafilm fra 2004 instrueret af Achim von Borries. Hovedrollerne spilles af August Diehl, Daniel Brühl, Anna Maria Mühe og danske Thure Lindhardt. 

## Handling
Filmen er baseret på en virkelig begivenhed, den såkaldte Steglitzer Schülertragödie, der fandt sted i Berlin i 1927. Hovedpersonerne har vanskeligheder med deres første store kærlighed og beslutter at begå selvmord, da de ikke finder den kærlighed, de mener, de fortjener. Mens de altid søger efter den højeste kærlighed, går Paul (Daniel Brühl) og Günther (August Diehl) glip af de virkeligt vigtige ting i livet. Deres forstyrrede forestillinger ødelægger alt, og en farlig idé begynder at vokse i Günthers hoved: «Hvis vi ikke bliver elsket, tager vi dem, vi elsker, med os».

## Priser

### Vundet
- 2005: German Film Critics Association Awards – for Bedste Skuespiller: August Diehl
- 2004: Copenhagen International Film Festival – Golden Swan for Bedste Skuespillerinde: Anna Maria Mühe
- 2004: European Film Awards – Audience Award for Bedste Skuespiller: Daniel Brühl
- 2004: New Faces Awards, Germany – for Bedste Instruktør: Achim von Borries
- 2004: Undine Awards, Austria – for Bedste Unge Skuespiller – Film: August Diehl
- 2004: Verona Love Screens Film Festival – for Bedste Film: Love in Thoughts

### Nomineringer
- 2005: German Camera Award – for Bedste spillefilm: Jutta Pohlmann
- 2004: Brussels European Film Festival – Golden Iris : Love in Thoughts

## Eksterne links
- Official hjemmeside Arkiveret 26. oktober 2020 hos  Wayback Machine (Tysk)
- Was nützt die Liebe in Gedanken på Internet Movie Database (engelsk)
- Was nützt die Liebe in Gedanken på Filmdatabasen
- Was nützt die Liebe in Gedanken på AlloCiné (fransk)
- Was nützt die Liebe in Gedanken på MovieMeter (nederlandsk)
- Was nützt die Liebe in Gedanken på AllMovie (engelsk)
- Was nützt die Liebe in Gedanken på Turner Classic Movies (engelsk)
- Was nützt die Liebe in Gedanken på The Movie Database (engelsk)
- Was nützt die Liebe in Gedanken på Filmaffinity (engelsk)
- Was nützt die Liebe in Gedanken på Netflix (engelsk)
- Was nützt die Liebe in Gedanken hos TV.com (engelsk)

### Anmeldelser
- Filmcritic.com Arkiveret 14. juni 2008 hos  Wayback Machine